# Битка за Крит
Битката за Крит, позната и с кодовото име Операция „Меркурий“, е най-голямата германска въздушно-десантна операция в периода на Втората световна война, чиято цел е превземането на остров Крит в Средиземно море.
Целта на операцията е унищожаване на британския военен контингент на острова и установяване на пълен контрол над Крит и източното Средиземноморие. Операцията е планирана, разработена и изпълнена от генерал-полковник Курт Щудент и неговата 1-ва парашутно-десантна армия.
Десантът започва на 20 май 1941 година и завършва с победа за германците, но тази победа се оказва на висока цена. Поради този факт Адолф Хитлер забранява в бъдеще въздушно-десантните операции.

## Обстановка преди операцията
Войските на Съюзниците се настаняват на остров Крит преди италианското нападение над Гърция на 28 октомври 1940 година. Въпреки че атаката на Италия е отблъсната, последвалата Операция „Марита“ от страна на Вермахта принуждава съюзното командване да увеличи своя контингент от 14 000 на 57 000 войници, предимно с войски, предислоцирани от континентална Гърция.
Крит е важна морска и авиационна база на съюзниците. Британският кралски флот контролира напълно тази част от Средиземно море, което прави острова недостъпен за традиционен морски десант. Доминирането на англичаните тревожи силно силите от Оста, а освен това авиационната база е използвана от съюзниците за бомбардиране на нефтените полета около Плоещ, Румъния, основен доставчик на горива за Нацистка Германия.

## Съюзните сили
На 30 април 1941 година за командващ съюзните войски на острова е назначен генерал-майорът от новозеландската армия Бърнард Фрайбърг.
Гръцките войски на Крит наброяват около 9000 войници и друг персонал. В състава им влизат евакуираните от континентална Гърция части от 12-а и 20-а дивизии, 3 батальона от 5-а „Критска“ дивизия, батальон от критската жандармерия, гарнизонът на Ираклион (численост около батальон) и малки разнородни части. Освен това на острова са евакуирани курсантите от Военната академия, от които командването сформира учебен полк, съставен само от младежи и новобранци.
Британските войски на острова са около 14 хил. войници и евакуираните от Гърция части на британската армия, наброяващи около 25 хил. души. Евакуираните части нямат тежко въоръжение, което е изоставено при отстъплението от континенталните позиции. Тези части са главно от две дивизии – 2-ра новозеландска и 19-а австралийска – и 14-а британска пехотна бригада.
Разстоянието до английските въздушни бази в Египет, Малта и в Марса Матрух е съответно 700, 1000 и 500 км.

## Сили на Оста
Планът на генерал-полковник Курт Щудент предвижда превземане на летищата от парашутистите на 7-а въздушнопреносима дивизия, с последващо прехвърляне на контрола на заловените летища на силите на 22-ра военновъздушна дивизия. Датата за начало на операцията първоначално е определена за 16 май, но впоследствие е преместена за 20 май, а 22-ра въздушна дивизия е заменена с 5-а планинска дивизия. В резерв остава 6-а планинска дивизия, дислоцирана в района на Атина.
Общата численост на 7-а парашутна и 5-а планинско-стрелкова дивизии наброява 22 750 души. 750 бойци трябва да бъдат превозени с безмоторни самолети, 10 000 спуснати с парашути, 5000 с транспортни самолети и 7000 по море. Въздушна поддръжка осъществява 8-а армия на Луфтвафе, в чийто състав влизат 280 бомбардировачи, 150 пикиращи бомбардировачи „Ju-87“ и 150 изтребители.

## Британското разузнаване и проект „Ултра“
Британското командване своевременно е осведомено за подготовката за нападение от страна на германската армия, благодарение на прихванати вражески шифрограми, които британските служби дешифрират в рамките на проект „Ултра“.
Генерал Фрайбърг е информиран за плановете за нападение и взима мерки по укрепването на защитните съоръжения около летищата и в западния край на острова.
Най-тежко на защитата на острова се отразява липсата на тежко въоръжение. Една малка грешка при дешифрирането на немската кореспонденция също се оказва фатална – британското разузнаване разчита в прихванатите телеграми думата „десант“ като морски десант и дори не се допуска идеята за въздушен десант. Това подвеждане води и до грешки на командването. Една от тези грешки е отхвърленото искане на генерал Фрайбърг за частично разрушаване на летищата на острова, за да не се допусне прехвърляне на подкрепления, в случай на превземането им.

## Грешките на Абвера
Ръководителят на германското военно разузнаване (абвер) – адмирал Вилхелм Канарис първоначално информира командването, че на острова има само около 5000 войници, няма редовна гръцка армия и местното население ще посрещне германската армия като освободител, поради силно изявените в местните жители републикански и антимонархически настроения. Както се оказва по-късно, Канарис е сбъркал в оценката си за патриотизма на населението на Крит. По-късно се прокрадват съмнения, че адмирала може и да е саботирал операцията, подавайки неверни данни или е бил невярно информиран, въпреки че в Гърция абвера има силно развита шпионска мрежа.
Бележка: За провала на някои акции (операции – „Шамил“, „Тигър“, въстанието в Източна Африка и др.) и поради лоши или невярно подадени данни (Операция „Меркурий“), Фюрерът се усъмнява в лоялността на Вилхелм Канарис, той е отстранен от длъжност, и е затворен в замъка „Лауенщайн“, без право да го напуска. През 1944 година е уволнен. В намерен от Гестапо дневник на адмирала, той се изказва крайно отрицателно срещу Хитлер, за което е екзекутиран на 9 април 1945 година, по лична заповед на Фюрера .

## Въоръжение

### Германия
Всеки немски парашутист бил въоръжен с карабина Маузер 98К. Около четвърт от парашутистите, освен карабина, носели и картечен пистолет MP-40. Всеки взвод имал на разположение ръчна картечница MG-34. Недостатъка от тежкото въоръжение немските технически и военни специалисти опитват да компенсират с новото 75-мм безоткатно оръдие LG-40. С тегло само 130 кг, то било с 10 пъти по-леко от използваното във Вермахта 75-мм полево оръдие, и било лесно за транспортиране.
Оръжието и боеприпасите били съхранени в контейнери. Немците използвали парашути с различни цветове, за да обозначават контейнерите с различни оръжия и муниции: лично оръжие, тежко оръжие, боеприпаси. Безоткатното оръдие LG-40 било спускано със специално свързани 3 парашута.
За разлика от парашутистите на други страни, немските десантчици се приземявали без лично оръжие, то се хвърляло с парашут отделно в контейнери. В добавка към това конструкцията на немските парашути не позволява управление на полета, и десантчиците се приземявали понякога на стотици метри от оръжието си. В такива моменти те можели да разчитат само на своите ножове и взетите по собствена инициатива пистолети. Много парашутисти загинали точно при опитите да стигнат до контейнерите с оръжие.

### Великобритания
Британските войски използвали като основно въоръжение винтовка „Лий-Енфийлд“ (Lee-Enfield), лека картечница Брен и тежка картечница Викерс. Силите на съюзниците на острова не притежавали мобилност, поради липса на средства за придвижване и прехвърляне на войски, необходимост за противодействие срещу неочакваните зони за приземяване на немските парашутисти. Това повлияло тежко на организираното на отбраната на Крит.
Съюзниците притежавали 85 оръдия, от различен калибър, част от които били трофейни италиански екземпляри, почти без боеприпаси.
Противовъздушната отбрана се състояла от една лека батарея със зенитни оръдия, които били разпределени около двете летища. Батареите били щателно замаскирани в околните маслинови горички, като имали заповед да не се открива огън при първата вълна на атаката на германските изтребители, за да бъдат съхранени за атака срещу транспортните самолети.
Британците имали и 9 пехотни танка модел „Матилда IIА“ от дивизион „B“ на 7-и Кралски танков полк. Разполагали и с 16 леки танкове „Mark VIB“ от дивизион „С“ на 4-ти Хусарски полк на Нейно Величество. Лошото било че танковете били снабдени предимно с противотанкови снаряди, които били слабо ефективни срещу пехотата.
Танковете имали и много технически проблеми. Моторите били износени и не можели да бъдат ремонтирани с наличните на острова ресурси. Поради тази причина, повечето танкове били използвани като ДОС-ове, в стратегически точки на отбраната.

### Гърция
Гръцките войски са въоръжени с остарелите австрийски 6,5-мм карабини „Манлихер-Шонауер“ и 8-мм винтовки „Щаер-Манлихер М1895“, получени в качеството на репарации след края на Първата световна война. Около хиляда от гръцките бойци имат стари френски пушки „Гра“ образец 1874 година. Поради по-ранното прехвърляне на тежкото въоръжение от острова в континентална Гърция, за защита при нападението на Италия, гърците имат само стари френски картечници „Сент-Етиен М1907“ и около сто автомата от различни производители. Голям проблем е и малкият запас от боеприпаси, в някои части имало само по 30 патрона на войник. Поради несъответствие в калибъра с британските оръжия, те не можели да използват боеприпаси от съюзниците. Поради тези причини гърците са изпратени да защитават източната част на острова, където не се очаквало нападение от немците.

## Стратегии и тактика
Парашутистите, чиято цел е подсигуряване на основния десант, са 750 души. Те имат за задача да завземат летището край Малеме, което може да приеме Юнкерсите с основния десант.
Силите били разпределени на три основни групи, чиято цел били:
- Група „Марс“: Централна група (командващ генерал Зюсман), – превземане на Ханя, Галатасай и Ретимнон
- Група „Комета“: Западна група (командващ генерал-майор Ойген Мейндел), – превземане на летището край Малеме и подходите към него.
- Група „Орион“: Източна група (първоначално под командването на полковник Ханс Брауер, по-късно командването е трябвало да поеме генерал Рингел), състояща се един парашутен полк и един планинско-пехотен полк, – трябва да превземе град Ираклион и летището до града.

## Превземането на Крит
Главната цел на атаката е превземането на летището край Малеме. В деня на десанта – 20 май, германските парашутисти не успяват да превземат пистата, но овладяват позиции до самото летище. На следващата сутрин, около 5 часа, австралийски бойци от техническия взвод и взвод зенитчици, подкрепени от два танка, правят опит за контраатака, очаквайки че ще ги подкрепят войниците от 23-ти новозеландски батальон, които така и не пристигат. Съюзниците са отблъснати и са принудени да се завърнат на изходните си позиции, а по-късно и да изоставят летището.
В същото време немските десантчици се настаняват в тила на новозеландците. Разбивайки ги, немците осигуряват плацдарм за кацане на тежки транспортни самолети. На 23 май новозеландците се опитват с щурм да превземат летището, но са отблъснати и на 24 май заемат позиции, източно от Малеме.
Това предопределя до голяма степен изхода от операцията. Още същия ден на летището се приземяват транспортни самолети с 5-а планинско-стрелкова дивизия и артилерийски установки.
Получавайки подкрепа от пехота и липсата на отпор от страна на британския флот, немците бързо превземат острова. На 1 юни, ден след евакуацията на останалите британски сили, съюзниците обявяват официално, че острова е превзет.